# Хрусталёва, Ирина Владимировна
Хрусталева Ирина Владимировна — видный представитель отечественной ветеринарной анатомической школы, доктор ветеринарных наук (1970), профессор, Заслуженный деятель науки Российской Федерации (1996), заведующая кафедрой анатомии домашних животных Московской государственной академии ветеринарной медицины и биотехнологии имени К. И. Скрябина (1971—1998).

## Биография и научная деятельность
Родилась 18 февраля 1919 года в Киеве. Окончила Казанский ветеринарный институт. Учёбу заканчивала в годы войны в 1942 году. Получила распределение в Киргизию, где работала ветеринарным врачом. В 1944 получила назначение на должность главного ветеринарного врача сельскохозяйственного отдела Министерства автомобильной промышленности СССР. Проработала в этой должности до 1947 года, после чего посвятила свою жизнь научно-преподавательской деятельности. Начинала с ассистента кафедры анатомии домашних животных Московской ветеринарной академии. Затем с 1958 по 1968 год была доцентом кафедры анатомии Белоцерковского сельскохозяйственного института. После этого перешла на работу в Московскую ветеринарную академию. И с 1971 по 1998 год занимала должность заведующего кафедрой анатомии животных.
Отмечается, что 
Под ее руководством успешно разрабатывалось новое направление в ветеринарной морфологии по выяснению влияния фактора двигательной активности на морфофункциональное состояние основных систем организма животных, была предложена оригинальная концепция о роли движения для организма высших позвоночных животных, обоснованы причины незаменимости движения и предложены приемы профилактики гиподинами.
И. В. Хрусталёва является автором учебника «Анатомия домашних животных» (для студентов вузов по специальности «Ветеринария»). Под её руководством были защищены 12 докторских и 32 кандидатских диссертаций..

## Основные труды
- Анатомия домашних животных: Учеб. для студентов вузов по специальности «Ветеринария» / [И. В. Хрусталева, Н. В. Михайлова, Я. И. Шнейберг и др.]; Под ред. И. В. Хрусталевой. — 3. изд., испр. — Москва: Колосс, 2002 (Учебники и учебные пособия для студентов высших учебных заведений).; ISBN 5-9532-0071-4
- Хрусталева И. В., Криштофорова Б. В. Влияние кормления и условий содержания на кости конечностей // Ветеринария. 1976. № 9. С. 77.
- Хрусталева И. В. Достижения и задачи советских морфологов // Ветеринария. 1979. № 6. С. 16.